# Total Video Converter
Total Video Converter là một phần mềm chuyển đổi định dạng media nổi tiếng của hãng Effect Matrix, nó có thể chuyển đổi cấp tốc nhiều dinh dạng khác nhau từ video sang audio và ngược lại mà không làm ảnh hưởng đến chất lượng âm thanh và hình ảnh của file xuất ra so với file gốc (nếu chỉnh setting cao hơn file gốc)